# Revolución de Sapoá
Se conoce como Revolución de Sapoá a una incursión armada realizada contra el régimen tinoquista en mayo de 1919 que partió desde la localidad fronteriza de Nicaragua del mismo nombre.
En aquel momento tras el Golpe de Estado en Costa Rica de 1917 los hermanos Federico y José Joaquín Tinoco sostenían un régimen dictatorial en la República de Costa Rica. Los múltiples abusos y la represión política llevaron a los opositores a organizarse con fines bélicos.

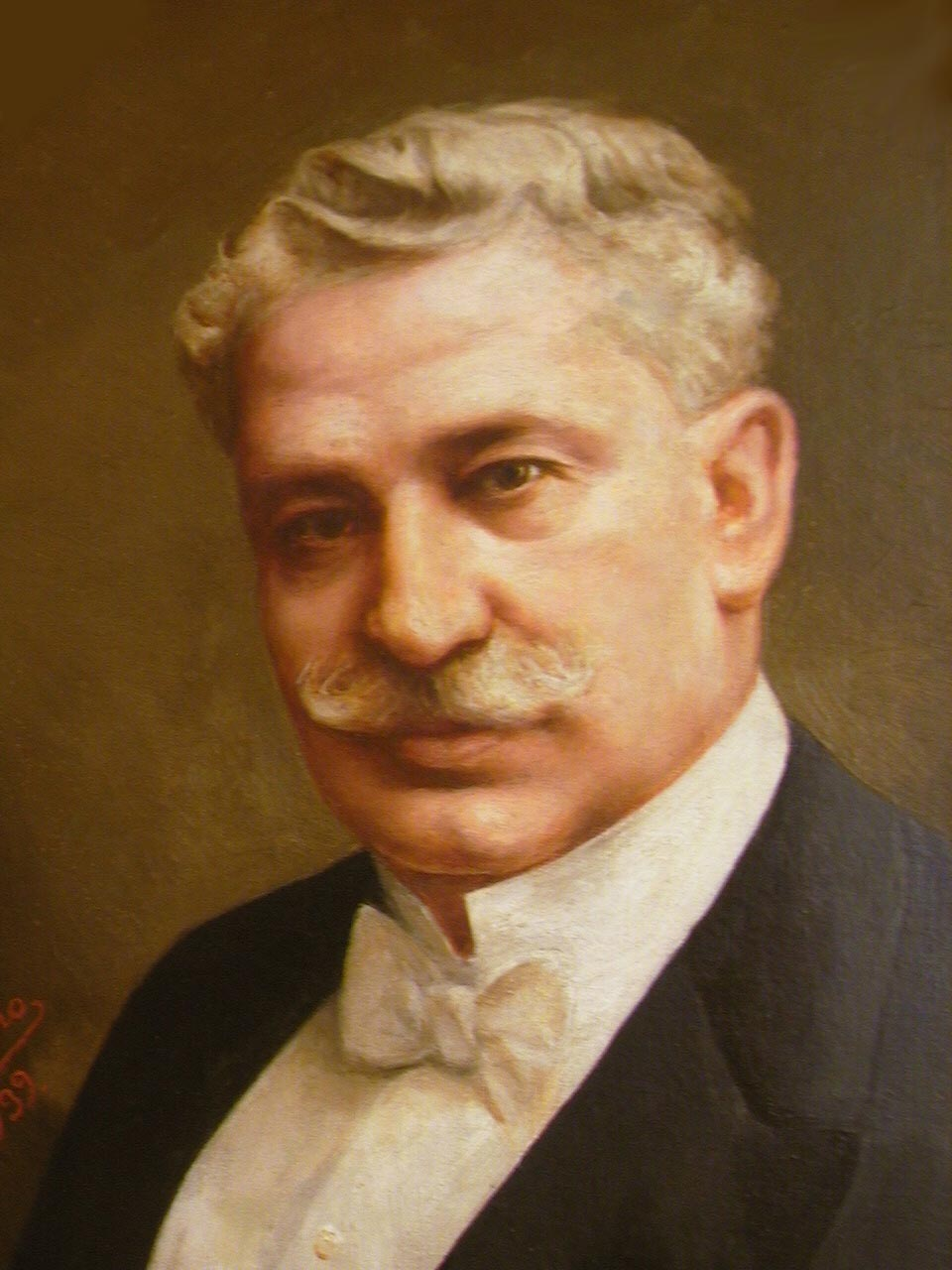
Julio Acosta.

La rebelión era organizada en Nicaragua por el exsacerdote y político Jorge Volio Jiménez y estaba compuesto por costarricense, algunos nicaragüenses y hondureños. La primera batalla la libran en El Jobo con una enorme desventaja numérica pues son unos 800 frente a las fuerzas tinoquistas que movilizaron unos 5000 hombres por lo que son derrotados y los prisioneros (la mayoría muchachos jóvenes) son asesinados tras torturas, entre ellos el salvadoreño Marcelino García Flamenco quien había presenciado previamente el asesinato del poeta Rogelio Fernández Güell mismo que había denunciado en los medios de Panamá y que le valió la ira del régimen.
Tras la muerte por causas naturales de Volio asume el liderazgo el ramonense Julio Acosta quien lidera con éxito las futuras incursiones que, aunadas a las protestas populares y estudiantiles, llevan al colapso del régimen.